# Dikrandknikmos
Dikrandknikmos (Bryum donianum) is een soort uit het geslacht knikmos (Bryum).

## Determinatie
Dikrandknikmos behoort tot de B. capillare-groep. Ze is eenvoudig te herkennen aan de verdikte bladrand en de hiermee samenvloeiende nerf die hooguit als korte stekelpunt uittreedt. Broedknollen zijn niet bekend.

## Ecologie
Dikrandknikmos groeit zowel terrestrisch als epilitisch op zwak zure tot zwak basische substraten.

## Verspreiding
Dikranknikmos is een Euraziatische soort. In Nederland komt het onbestendig voor. In 1971 is dikrandknikmos gevonden in een afgesnoerde strandvlakte op Ameland en in 1993 op een bakstenen muurtje in de Hortus botanicus in Leiden. Opwarming als gevolg van klimaatverandering geeft deze soort zeker meer kansen in Nederland en nieuwe vondsten zijn vooral in het urbane gebied te verwachten.